# Vertrag von Balta-Limani (1849)
Der Vertrag von Balta-Liman (eigentlich türkisch Baltalimanı) vom 1. Mai 1849 war ein Abkommen zwischen dem Russischen Reich und dem Osmanischen Reich zur Regelung der politischen Situation der Donaufürstentümer Walachei und Moldau.
Dem Fürstentum Moldau, das im späten Frühjahr 1848 nach einem revolutionären Versuch unter russische Besatzung gestellt worden war, und der Walachei, wo eine liberale provisorische Regierung kurzzeitig die Macht übernommen hatte, bevor sie sich einer gemeinsamen osmanisch-russischen Reaktion gegenübersah, wurde ihr früherer Status als osmanische Oberhoheit und russisches Protektorat bestätigt. Kleinere Bestimmungen wurden hinzugefügt, was eine relative Zunahme des osmanischen Einflusses bedeutete: Hospodaren wurden nämlich nicht mehr von den örtlichen Nationalversammlungen auf Lebenszeit gewählt, sondern von der Hohen Pforte für sieben Jahre ernannt. Eine gemeinsame militärische Präsenz wurde bis 1851 aufrechterhalten. Das Dokument führte zur Ernennung von Barbu Dimitrie Ştirbei zum Fürsten der Walachei und Grigore Alexandru Ghica zum Fürsten von Moldau. Die Konvention wurde durch den Krimkrieg (während dessen die Fürstentümer unter österreichische Besatzung fielen) außer Kraft gesetzt, und das gesetzliche System selbst wurde durch den Vertrag von Paris von 1856 annulliert.